# Zamek w Wilczyskach
Zamek w Wilczyskach – pozostałości nowożytnego zamku z przełomu XVI i XVII wieku we wsi Wilczyska, gminie Wola Mysłowska, powiecie łukowskim, województwie lubelskim.

## Historia
Miejscowość Wilczyskach powstała na przełomie XIII i XIV wieku i w XVI wieku należała administracyjnie do ziemi stężyckiej w województwie sandomierskim w Małopolsce. W średniowieczu Wilczyska wchodziły w skład majątku z ośrodkiem na zamku w Żelechowie, którego właścicielami był możnowładczy ród Ciołków. Z roku 1458 pochodzi informacja o podziale dóbr po Andrzeju Ciołku z Żelechowa między jego synów. W wyniku tego podziału Wilczyska przypadły Andrzejowi, który miał trzech synów — Jana, Andrzeja i Stanisława. We wzmiance z 1499 r. figuruje jego brat Stanisław z Wilczysk, co wskazuje, że mogła tu już wtedy istnieć jego siedziba mieszkalna. W  roku 1505 odnotowano, że dziedzicem Wilczysk był już jego brat, Jan Ciołek. 
Prawdopodobnie między rokiem 1576 a 1595 majątek Wilczyska z istniejącą tu nieznaną bliżej siedzibą Ciołków znalazł się w ręku wojewody rawskiego Anzelma Gostomskiego lub jego syna Stanisława Gostomskiego. Przypuszczalnie to któryś z nich rozpoczął budowę nowożytnego zamku, którego pozostałości są widoczne do dzisiaj. Po śmierci w 1598 roku Stanisława Gostomskiego, który zmarł bezdzietnie, Wilczyska odziedziczył jego brat Hieronim Gostomski, wojewoda poznański i starosta sandomierski. Hieronim Gostomski dzierżył wiele starostw i dzięki znacznemu majątkowi zasłynął licznymi fundacjami, w tym Collegium Gostomianum dla jezuitów w Sandomierzu. Hieronim Gostomski zmarł w roku 1609, a Wilczyska odziedziczył jego syn, Jan Gostomski z Leżenic, wojewoda inowrocławski, a następnie kaliski.
Na zamku wojewoda Jan Gostomski w okresie od 9 do 11 kwietnia 1617 r. podejmował parę królewską Zygmunta III Wazę i Konstancję Habsburżankę, odprowadzających królewicza Władysława Wazę na wyprawę moskiewską.
W tym okresie zamek pojawił się w relacji Szymona Starowolskiego, wydanej w latach trzydziestych XVII w., gdzie warownia Gostomskich została uznana przez pisarza za najpiękniejszą w Ziemi stężyckiej.
Po śmierci Jana Gostomskiego w 1623 roku, zamek odziedziczył jego niepełnoletni syn, Franciszek Hieronim Gostomski. Jego opiekunem prawnym został m.in. stryj Zygmunt Gostomski, który w 1627 roku otrzymał od bratanka w dzierżawę dobra obejmujące m.in. Wilczyska. Po śmierci Franciszka Hieronima Gostomskiego majątek w Wilczyskach i w Pawłowicach pozostał w dożywotniej dzierżawie jego żony, Marianny z Gembickich. Ona to w roku 1647 poślubiła Jana Odrzywolskiego, kasztelana czernichowskiego, a w 1653 roku Zbigniewa  Ossolińskiego, wojewodę podlaskiego. 
Nie są znane dalsze losy zamku. Obiekt został przypuszczalnie zniszczony podczas Potopu szwedzkiego w latach 1655-1660, ale nie są znane szczegółowe okoliczności tego wydarzenia. Nie jest wykluczone, że obiekt był użytkowany także w okresie późniejszym, o czym mogą świadczyć odnotowywane w roku 1663, 1666 i 1668 pobyty w tutejszym kościele dziedziczki Marianny z Gembickich Ossolińskiej, wojewodziny podlaskiej i starościny drohickiej.

## Opis pozostałości zamku
Pozostałości zamku tworzą prostokąt długości ok. 152 na 120 metrów, a w środkowej części znajduje się majdan o wielkości ok. 4 tys. m²  (80 na 50 metrów).  Na dwóch wałach: zachodnim i północnym prawdopodobnie istniały zabudowania. Od wschodu w narożach przypuszczalnie istniały basteje artyleryjskie o średnicy około 10 metrów. Miejsce po zamku otacza fosa o szerokości od 8 do 20 metrów i głębokości do 2 metrów, której boki były brukowane kamieniami. Po zewnętrznej stronie fosy stwierdzono relikty umocnień ziemnych z kamiennymi fundamentami, a za nimi drugą fosę o szerokości 14-16 metrów. Fosy oddzielone są od siebie wałem ziemnym szerokości od 11 do 25 metrów. Po zewnętrznej stronie tego wału biegł mur, zbudowany z głazów narzutowych i cegieł. Resztki muru zachowały się najlepiej od strony południowej i zachodniej. Dawniej fosa znajdowała się też od zachodu, ale została zasypana podczas budowy drogi do nowego dworu.
W końcu XIX w. podczas oczyszczania fos znajdowano w nich działa i inne części uzbrojenia (jedno z dział znajdowało się w latach 80. XX wieku w Spółdzielni Produkcyjnej Wilczyska).
W 1949 roku od południa były widoczne jeszcze pozostałości muru kurtynowego.

## Badania
- W kwietniu 2019 roku przeprowadzono nieinwazyjne pomiary GPR (ang. Ground Penetrating Radar) przez Roberta Ryndziewicza i Wojciecha Bisa.
- W listopadzie 2020 r. w miejscu obecnego wjazdu na dziedziniec przeprowadzono kilkudniowe prace archeologiczne. Badaniami kierował mgr Mieczysław Bienia z Białej Podlaskiej, na zlecenie Wojewódzkiego Urzędu Ochrony Zabytków w Lublinie.

## Źródła
- AGAD [Archiwum Główne Akt Dawnych w Warszawie], MK [Metryka Koronna], 22, k. 216; 25, k. 64; 26, k. 42v–43; 39, k. 519–521; 42, k. 264v.
- AGAD  [Archiwum  Główne  Akt  Dawnych  w  Warszawie],  MK  [Metryka  Koronna],  Lustracje,  dz. XVIII, 28, k. 242; 30, k. 425; 33, k. 394.
- AGAD  [Archiwum  Główne  Akt  Dawnych  w  Warszawie],  ASK  I  [Archiwum  Skarbu  Koronnego,  Rejestry Podatkowe], sygn. 9, k. 207v